# Iris Cummings
Pour les articles homonymes, voir Cummings.
Iris Cummings (née à Los Angeles le 21 décembre 1920 et morte à Claremont (Californie) le 24 janvier 2025), également connue sous son nom d'épouse Iris Critchell, est une aviatrice et nageuse américaine qui représente les États-Unis aux Jeux olympiques d'été de 1936 à Berlin.
Après une carrière sportive en natation, qui comprend un règne en tant que championne nationale américaine du 200 mètres brasse de 1936 à 1939, elle est acceptée dans le premier programme de formation de pilotes civils de l'Université de Californie du Sud en 1939.
Après avoir obtenu son diplôme, elle travaille comme instructrice de vol avant d'être sélectionnée pour servir son pays pendant la Seconde Guerre mondiale en tant que membre du Women's Auxiliary Ferrying Squadron (WAFS) et des Women Airforce Service Pilots (WASP). Après le conflit, elle retourne en Californie, où elle développe et enseigne un programme sur le vol civil pour les vétérans de retour de la guerre à l'Université de Californie du Sud.
Après avoir participé à des courses d'avions dans les années 1950, Cummings et son mari, Howard Critchell, contribuent à fonder le programme Bates Aeronautics au Harvey Mudd College en 1962. Ils le dirigent ensemble jusqu'à sa retraite en 1979, date à laquelle elle continue seule jusqu'à la fin du programme en 1990. Examinatrice pilote certifiée de la FAA depuis longtemps, elle reçoit plusieurs prix internationaux de l'aviation et est membre du National Flight Instructors Hall of Fame. Au cours de ses dernières années, elle reste active en tant que conférencière, consultante et conservatrice des collections spéciales de la bibliothèque aéronautique de Harvey Mudd.

## Jeunesse et carrière sportive
Cummings est née à Los Angeles le 21 décembre 1920 et fréquente le lycée Redondo Union . Son père est titulaire d'un doctorat en médecine de la faculté de médecine de l'université Tufts et travaille comme entraîneur d'athlétisme au début du XXe siècle à l'université de Columbia et comme directeur sportif au Swarthmore College de 1902 à 1908. Sa mère est professeur de grec et de latin. Iris assiste aux Jeux olympiques d'été de 1932 en tant que spectatrice et commence à concourir en natation l'année suivante, remportant de nombreux tournois locaux et régionaux. Quand il fait trop froid pour nager, elle reste sportivement active en faisant du cyclisme. Elle n'est membre d'aucun club au cours de sa première année de compétition, mais se classe néanmoins première dans plusieurs rencontres en plus de sa participation aux championnats de la Southern Pacific Amateur Athletic Union et de la côte du Pacifique de 1933
Cummings rejoint le Los Angeles Athletic Club (LAAC) en 1934 et reçoit son premier soutien financier en 1935, l'aidant à assister aux championnats de l'extrême ouest de cette année-là. Elle remporte le championnat national américain du 200 mètres brasse en 1936, ce qui lui permet de participer aux qualifications olympiques de cette année-là et d'être sélectionnée comme membre de la délégation américaine aux Jeux olympiques d'été de 1936 à Berlin. Elle doit cependant réunir ses propres fonds pour se rendre aux Jeux et passe une grande partie de son temps à collecter de l'argent avant le tournoi plutôt qu'à s'entraîner. Au 200 mètres brasse féminin, elle se classe quatrième de sa série au premier tour et est éliminée. Malgré cela, elle reste championne nationale de l'épreuve jusqu'en 1939, bien qu'elle ait quitté la LAAC en 1937. Elle se classe deuxième aux Championnats nationaux de 1939 et se retire de la compétition peu de temps après, décidant que les Jeux olympiques d'été de 1940 avaient peu de chances d'avoir lieu. En 1941, elle obtient un diplôme en sciences physiques et en mathématiques de l'Université de Californie du Sud.

## Seconde Guerre mondiale
Cummings est parmi les premiers à être acceptés dans le programme de formation des pilotes civils de l'USC en 1939. Elle suit un cours avancé de voltige aérienne et obtient sa licence de pilote en 1940 et, à l'obtention de son diplôme en 1941, elle est suffisamment qualifiée pour commencer à travailler comme instructrice. Après avoir été instructeur de vol pour le programme de formation des cadets de la Marine, Cummings rejoint le Women's Auxiliary Ferrying Squadron en décembre 1942, qui plus tard, en août 1943, devient une partie des Women Airforce Service Pilots (WASP),. Elle sert pendant la Seconde Guerre mondiale jusqu'à la désactivation de l'organisation le 20 décembre 1944,. Durant cette période, elle est membre civil , du 6e groupe de transport aérien, commandement du transport aérien, division de transport et pilote des avions militaires, notamment le P-38, le P-51 et le P-61 (Black Widow),. Après la désactivation de son unité, elle épouse le pilote militaire Howard Critchell, qu'elle avait rencontré sur une base qui servait d'escale pour les WAFS et les WASP. Ils ont eu deux enfants et sont restés mariés pendant plus de 70 ans jusqu'à sa mort en 2015,.

## Fin de vie et décès

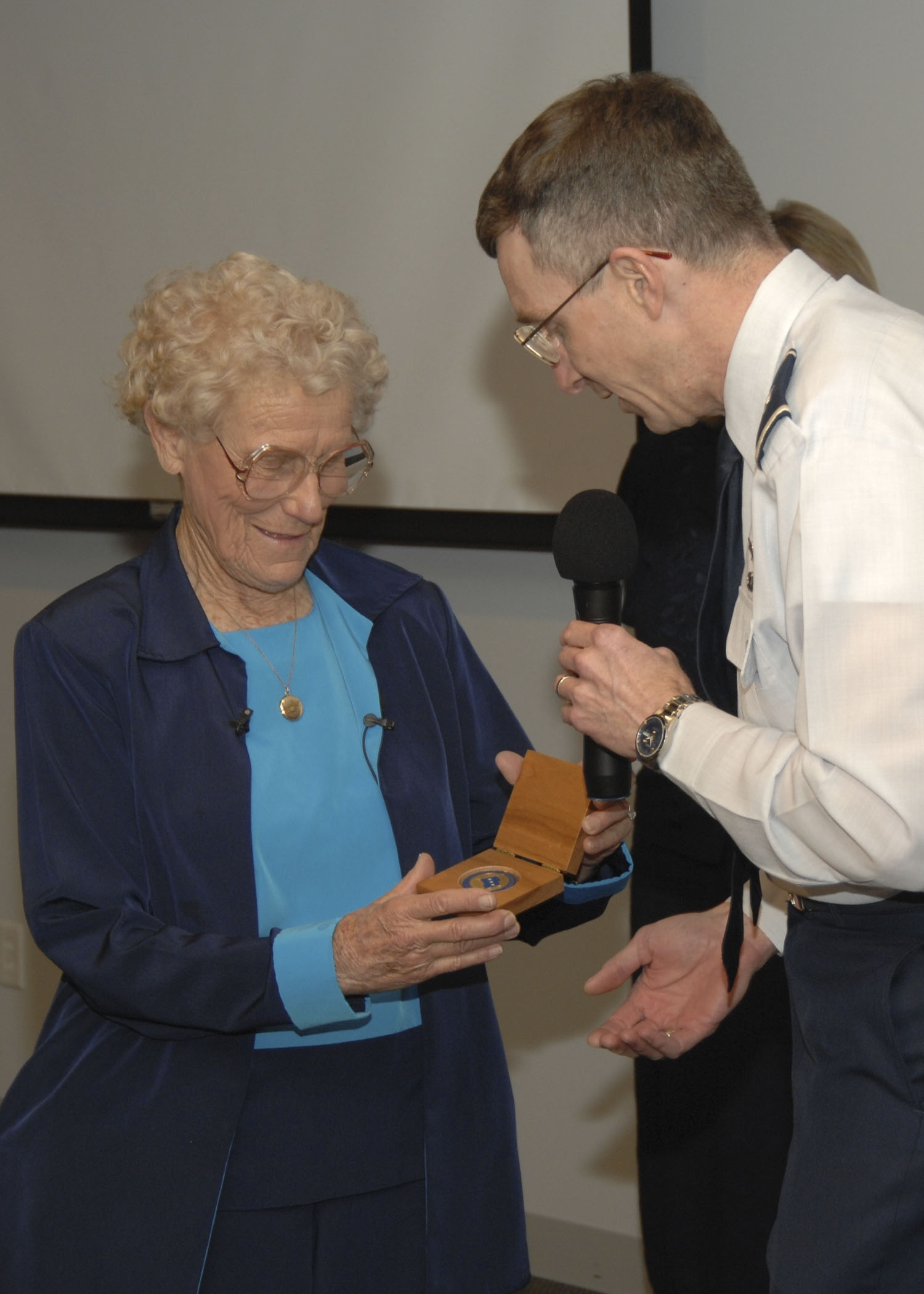
Critchell reçoit une pièce de monnaie SMC du général de brigade adjoint du SMC, Neil McCasland, le 28 mars 2007

Après la guerre, Cummings est rappelée à l'USC pour développer et enseigner un programme d'études sur l'aviation civile pour les vétérans de retour au pays. Elle reste active en tant qu'instructrice de vol et contribue à l'élaboration de programmes pour les institutions de la Federal Aviation Administration. Elle pilote également des avions de manière compétitive au cours de cette période et remporte la All Woman Transcontinental Air Race de 1957, remportant le premier prix de 800 $  (environ 7 735 $ en 2021). En 1962, elle rejoint le Harvey Mudd College et, en association avec la Fondation Bates, fonde le programme d'aéronautique Bates de l'école. Elle dirige le programme avec son mari jusqu'à sa retraite en 1979, et continue seule jusqu'à la fin du programme avec sa retraite en 1990. Elle continue à donner des cours sur l'aéronautique jusqu'en 1996. Parmi ses étudiants figurent les astronautes George Nelson et Stanley G. Love. Elle est également examinatrice pilote de la FAA pendant plus de deux décennies et est nommée instructrice de vol de l'année de l'organisation pour le district de l'Ontario en 1972.
Cummings est intronisée au Temple de la renommée des instructeurs de vol nationaux en 2000. Elle reçoit le prix Wright Brothers Master Pilot Award de la Federal Aviation Administration en 2006 pour son dévouement à la sécurité aérienne  et la médaille d'or du Nil de la Fédération Aéronautique Internationale en 2007 pour sa vie consacrée à l'éducation aéronautique. Depuis sa retraite officielle, elle est restée active sur plusieurs projets de faculté au Harvey Mudd College, en plus de travailler comme conférencière, consultante et conservatrice des collections spéciales de la bibliothèque aéronautique de la bibliothèque Sprague du collège. Elle est membre des Ninety-Nines, une organisation dédiée au soutien des femmes pilotes, depuis 1952.
En 2024, Cummings est la dernière survivante des Jeux olympiques d'avant-guerre. Elle meurt à Claremont en Californie le 24 janvier 2025, à l'âge de 104 ans,.